# Seren (Gebang)
Seren is een bestuurslaag in het regentschap Purworejo van de provincie Midden-Java, Indonesië. Seren telt 3189 inwoners (volkstelling 2010).